# Conchobar Ua Briain
Conchobar Ua Briain (m. 1142) fue gobernador de los reinos de Munster y Dublín a mediados del siglo XII.
Conchobar era hijo de Diarmait Ua Briain, rey de Munster (m, 1118). En 1138, Conchobar asumió el reinado de Munster. Los Anales de los Cuatro Maestros revelan que obtuvo el reino de Dublín en 1141. Murió al año siguiente.

## Citas
1. ↑  Duffy (1992) p. 121; Ó Corráin (1971) tab. ii.
2. ↑  Duffy (1992) p. 121; Ó Corráin (1973) p. 59 n. 33.
3. ↑  Annals of the Four Masters (2013a) § 1141.8; Annals of the Four Masters (2013b) § 1141.8; Duffy (1992) p. 121.
4. ↑  Duffy (1992) p. 121.